# Pamela Stephenson
Pour les articles homonymes, voir Stephenson.
Pamela Helen Stephenson, Lady Connolly, née le 4 décembre 1949 est une actrice et écrivaine néo-zélandaise. 

## Biographie
Elle est connue comme actrice des années 1980. Elle a également publié des livres, dont une biographie de son mari Billy Connolly et anime une émission télévisée britannique intitulée Shrink Rap,,

## Œuvres
- (en) Billy, Overlook Hardcover, 2002, 304 p. (ISBN 978-1-58567-308-7)
- (en) Bravemouth : Living with Billy Connolly, Headline Book Publishing, 2003, 352 p. (ISBN 978-0-7553-1284-9)
- (en) Treasure Islands : Sailing the South Seas in the Wake of Fanny and Robert Louis Stevenson, Headline Book Publishing, 2005, 399 p. (ISBN 978-0-7553-1285-6)
- (en) Murder or Mutiny, Weidenfeld & Nicolson, 2005 (ISBN 978-1-84188-270-3)
- (en) Head Case : Treat Yourself to Better Mental Health, Headline Book Publishing, 2009, 518 p. (ISBN 978-0-7553-1282-5)
- (en) Sex Life : How Our Sexual Encounters and Experiences Define Who We Are, Vermilion, 2011, 480 p. (ISBN 978-0-09-192985-5)
- (en) The Varnished Untruth MY STORY, Simon & Schuster, 2012 (ISBN 978-1-84983-921-1)